# Loud City Song
Loud City Song je třetí studiové album americké zpěvačky Julie Holter. Vydáno bylo v srpnu roku 2013 společností Domino Records a spolu se zpěvačkou jej produkoval Cole M. Greif-Neill. Album se umístilo na devatenácté příčce hitparády Top Heatseekers. Autorem designu obalu alba je Rob Carmichael.

## Seznam skladeb
Autorkou všech skladeb je Julia Holter, pokud není uvedeno jinak.
1. World – 4:52
2. Maxim's I – 6:07
3. Horns Surrounding Me – 4:46
4. In the Green Wild – 4:07
5. Hello Stranger (Barbara Lewis) – 6:16
6. Maxim's II – 5:28
7. He's Running Through My Eyes – 2:18
8. This Is a True Heart – 3:30
9. City Appearing – 7:16

## Obsazení
- Julia Holter – zpěv, klávesy
- Matt Barbier – pozoun
- Brian Allen – pozoun
- Andrew Tholl – housle
- Chris Speed – saxofon
- Corey Fogel – perkuse
- Devin Hoff – basa
- Christopher Votek – violoncello
- Ramona Gonzalez – doprovodné vokály